# Монтекио Мађоре
Монтекио Мађоре (итал. Montecchio Maggiore) је насеље у Италији у округу Виченца, региону Венето.
Према процени из 2011. у насељу је живело 20815 становника. Насеље се налази на надморској висини од 71 м.

## Становништво
Према резултатима пописа становништва 2011. у општини је живело 23.315 становника.
| 1931. | 1936. | 1951. | 1961.  | 1971.  | 1981.  | 1991.  | 2001.  | 2011.  |
| ----- | ----- | ----- | ------ | ------ | ------ | ------ | ------ | ------ |
| 8.210 | 8.155 | 9.332 | 12.104 | 17.890 | 19.755 | 19.754 | 21.061 | 23.315 |

## Партнерски градови
- Карлофорте
- Пасау
- Олтон